# C19H16O10
化学式C19H16O10，摩尔质量 404.32 g/mol，可能指：
- 优黄酸（印度黄酸），CAS号：525-14-4
- 新地茶酸（新雪茶酸），PubChem CID：100997974
- 共水杨嗪酸-3-甲醚，CAS号：？

|  | 这个同类索引页列出了具有相同分子式的化学物（即同分異構體）条目。 除非您是有意链接至本页，否则应将相应条目的内部链接指向正确的条目。 |